# الهوادجة
عشيرة الهوادجة

## لمحة تاريخية
الهوادجة يعود أصلهم إلى عشيرة الولدة الشعبانية الزبيدية المذحجية القحطانية انتقلو من العراق إلى شمال شرق سوريا وسكنو على ضفتي الفرات في منطقة الرقة وبسبب خلاف قبلي قامو بالرحيل إلى حماه من ثم إلى البقاع بعدها  وصلو إلى الجولان في سوريا إلى منطقة أمير قبائل الفضل الأمير السوري محمود الفاعور الذي أعادوا له هودج أبنته الأميرة شمة التي تعرضت بغيابه للغزو ومن ذلك اليوم سماهم الأمير بالهوادجة نسبة إلى هودج الأميرة.
وقد تزوج أبنائهم من بنات الأمير وقد بنوا القرى التالية، قنعبة الظاهرية وزعرتا وراوية وقرحتا وعين مامون وصير الذياب وقرى أخرى.الهوادجة تفرعوا إلى عدة بطون منهم العساكرة والظواهرة وبطون أخرى وأول مشايخ الهوادجة الشيخ عفاش ومن بعده انقسمت للعساكرة من إسماعيل نزال اما قرية راوية والذي يقطنها الظواهرة فشيخهم عنيزان بن محمد الظاهر ومن بعده الشيخ حافظ المسعود. ومن بعد عام 1967 هاجر معظم افراد الهوادجة إلى دمشق وقطنوا المناطق التالية الحجر الأسود والقدم والزاهرة وبرزة والمزة وجديدة عرطوز بريف دمشق ومناطق أخرى..